# Dennis Chmelensky
Dennis Chmelensky (* im August 1995 in Berlin) ist ein deutscher Künstler. Als Knabensopran sang er im Kinderchor der Berliner Staatsoper und im Staats- und Domchor Berlin. Er wurde durch seine Teilnahme an der zweiten Staffel der Talentshow Das Supertalent bekannt, die im Oktober und November 2008 vom deutschen Fernsehsender RTL ausgestrahlt wurde. Von 2013 bis 2019 studierte Chmelensky am renommierten Curtis Institute of Music in Philadelphia Operngesang im Studio von Marlena Malas und Mikael Eliasen als Guna S. Mundheim Stipendiat. Im Anschluss war er Mitglied des Cafritz Young Artist Ensembles der Washington National Opera. Seit 2022 ist Chmelensky freischaffend und regelmäßiger Gast an den Opernhäuser und Konzertsälen dieser Welt. Engagements führten ihn zuletzt an die Oper Frankfurt, Opera Philadelphia, das Verbier Festival, Carnegie Hall, The Phillips Collection, Konzerthaus Berlin und die Berliner Philharmonie.

## Leben
Chmelensky wurde als zweites Kind von Lars Thom und Andrea Chmelensky geboren. Seine Mutter ist Sozialpädagogin. Schon im frühen Kindesalter zeigte sich Chmelensky's musikalisches Talent, sodass seine Mutter ihn bei der musikalischen Früherziehung an einer Musikschule anmeldete. Im Alter von fünf Jahren erlernte er Violine, im Alter von sieben Jahren kam das Klavier als Nebeninstrument hinzu. Mit acht Jahren wurde er in den Staatsopernchor Berlin aufgenommen, wo sein stimmliches Talent ausgebildet wurde und er die Möglichkeit bekam unter den Dirigenten Daniel Barenboim, Sir Simon Rattle und Kent Nagano als Solist auf der Bühne zu stehen. Parallel besuchte er die studienvorbereitende Ausbildung an der Musikschule Reinickendorf und später der Musikschule Bela Bartok.
Von 2006 bis 2012 war er Mitglied im Staats- und Domchor Berlin und fand in dessen Direktor Kai-Uwe Jirka einen Mentor und Lehrer, bei dem er von 2009 bis 2013 Dirigieren als Jungstudent am Julius Stern Institut der Universität der Künste studierte. Er war Schüler des Musikgymnasiums Georg-Friedrich-Händel, an dem er 2013 das Abitur ablegte, und während seiner Schulzeit Konzertmeister des Jugend-Sinfonie-Orchesters der Schule.
2008 gewann Chmelensky den Bundeswettbewerb Jugend musiziert mit Sonderpreisen. Noch im Herbst desselben Jahres nahm er an der zweiten Staffel der Talentshow Das Supertalent teil. Mit seiner Interpretation von Franz Schuberts Ave Maria schied er im Halbfinale der Show aus. Gleichwohl wurden Talentscouts der Plattenfirma Sony Music Entertainment auf ihn aufmerksam und nahmen ihn unter Vertrag. Im März erschien unter dem Titel DENNIS das Debütalbum mit einer Mischung aus klassischen Liedern und Popsongs, welches noch im selben Monat die deutschen Albumcharts erreichte.
Von September 2013 bis Mai 2019 studierte Chmelensky am renommierten Curtis Institute of Music in Philadelphia Operngesang im Studio von Marlena Malas und Mikael Eliasen als Guna S. Mundheim Stipendiat. In Philadelphia durfte der nun junge Bariton seit Studienbeginn in Opernproduktionen der Opera Philadelphia mitwirken und war teil nationaler sowie internationaler Konzerttourneen mit Curtis on Tour. Zu seinen wichtigsten Partien gehörten hier unter anderem Junior (A Quiet Place), Golaud (Pelléas et Mélisande), Papageno (Die Zauberflöte), Schaunard (La Bohème), Blansac (La Scala di Seta) sowie Paul in René Orth und Pulitzer Preisträger Mark Campbells Oper Empty the House, welche 2016 uraufgeführt wurde. Er sang die Weltpremiere der Oper und durfte die Rolle in einer Koproduktion mit der Opera Philadelphia 2019 erneut auf der Bühne verkörpern.
In den Sommermonaten besuchte Chmelensky während seines Studiums zahlreiche Meisterkurse, unter anderem 2012 das Chautauqua Musikfestival und die Bayreuther Festspiele als Stipendiat des Richard Wagner Verbandes Berlin, im Sommer 2014 das Kempinski Young Artist Festival in Berlin sowie erneut das Chautauqua Musikfestival, um als Papageno zu debütieren. In den Sommern 2015 und 2017 war er Vollstipendiat und Künstler bei den Schubertiaden in Baden bei Wien, wo er unter der Leitung von Deen Larsen am Franz Schubert Institut studierte und mit seinem Klavierbegleiter in zahlreichen Meisterkursen und Liederabenden mitwirkte. 2019 besuchte er die Internationale Meistersinger Akademie in Neumarkt, wo er die Möglichkeit hatte unter der Leitung von Tobias Truniger und Edith Wiens mit Brigitte Fassbaender und Malcolm Martineau zu studieren, mit den Nürnberger Symphonikern zu debütieren sowie sich zahlreichen Intendanten und Agenten vorzustellen.
Seit 2022 ist Dennis Chmelensky freischaffend tätig. Er ist regelmäßiger Gast an den Opernhäusern und Konzertsälen dieser Welt. Engagements führten ihn zuletzt an die Oper Frankfurt, wo er Don Polidoro in Cimarosas L'Italiana in Londra unter der Leitung von Julia Jones in einer Produktion von R.B Schlather verkörperte, an die Opera Philadelphia, wo Chmelensky in der Titelrolle der Oper Don Giovanni unter der Leitung von Karina Canellakis zu erleben war und zum Verbier Festival, wo er Tom in Un ballo in maschera unter Ginandrea Noseda sowie den Vater in Humperdinck's Hänsel und Gretel unter Stanislav Kochanovsky darstellte. Als Konzertsänger war er bereits Gast in der Carnegie Hall, Konzerthaus Berlin, National Gallery of Art und Philharmonie Berlin.
Als Schauspieler wirkte Dennis unter anderem 2006 als Nebendarsteller in dem Sat.1-Film Der geheimnisvolle Schatz von Troja mit. Im 2010 erschienenen Film U.F.O spielte er die Hauptrolle Wolfi und im ZDF-Film Mörderische Jagd aus dem Jahr 2012, war er als Mortiz Jäger an der Seite von Hinnerk Schönemann und Thomas Thieme zu sehen.

## Diskografie
- 2009: Dennis

## Auszeichnungen
- Prix Thierry Mermod / Verbier Festival (2022)[30]
- Semifinalist Metropolitan Opera Laffont Competition (2022)[31]
- Gewinner der Golden Snowflake Competition Serbien/Montenegro (2007)[32]
- 1. Preis beim Bundeswettbewerb Jugendmusiziert in Saarbrücken (2008)[33]
- Stipendium des Bärenreiter Verlages (2009)
- Europäischer Hoffnungspreis der Europäischen Kulturstiftung Pro Europa (2009)[34]
- Engelbert Humperdinck Preis der Stadt Siegburg (2009)
- Bayreuth Stipendium des Richard Wagner Verbandes Berlin (2013)
- Stipendiat des Kempinski Young Artist Fellowship Programs unter der Schirmherrschaft von Marylea van Daalen (2013)
- Stipendiat der Gerda Lissner Liederkranz Foundation in New York City (2016)[35]
- Stipendiat der Bürgerstiftung Siegen unter der Schirmherrschaft von Rolf H. Brunswig (seit 2012)[36]